# Waldemar Ramos Leal
Waldemar Ramos Leal, ou apenas Waldemar Leal, (Amarante, 21 de novembro de 1914 – Teresina, 16 de março de 2006) foi um advogado e político brasileiro, outrora deputado estadual pelo Piauí.

## Dados biográficos
Advogado, elegeu-se deputado estadual pelo PSD em 1947, 1950 e 1954, presidindo a seccional piauiense da Ordem dos Advogados do Brasil entre 1974 e 1975.
Cunhado de Sigefredo Pacheco.